# Oedemopsis verminata
Oedemopsis verminata är en stekelart som först beskrevs av Henry Keith Townes, Jr. 1945.  Oedemopsis verminata ingår i släktet Oedemopsis och familjen brokparasitsteklar. Inga underarter finns listade i Catalogue of Life.